# 印象派

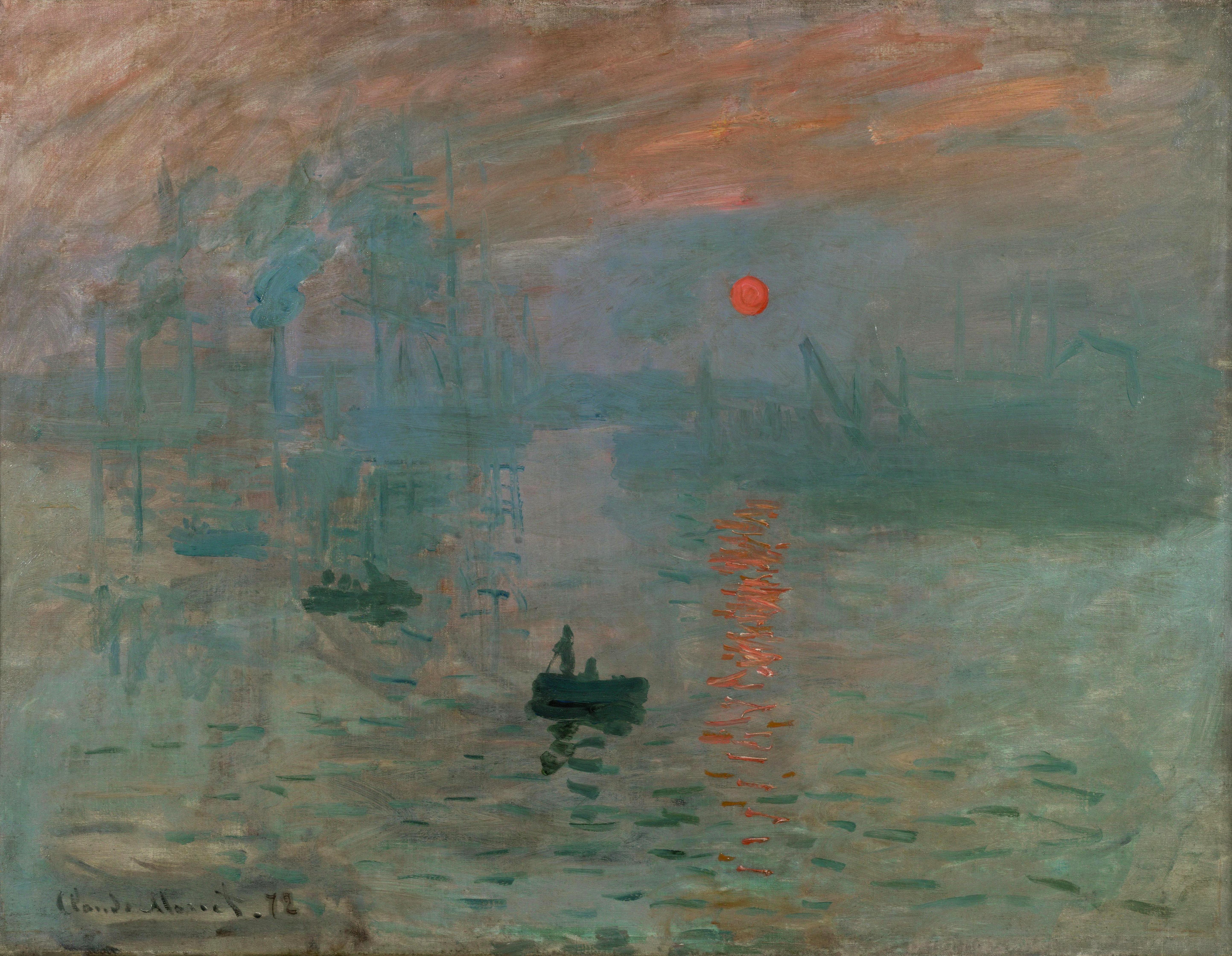
モネ『印象・日の出』

印象派（いんしょうは）または印象主義（いんしょうしゅぎ）は、19世紀後半のフランスに発した絵画を中心とした芸術運動であり、当時のパリで連続して開催することで、1870年代から1880年代には突出した存在になった。この運動の名前はクロード・モネの作品『印象・日の出』に由来する。この絵がパリの風刺新聞『ル・シャリヴァリ』で批評家ルイ・ルロワの槍玉に挙げられ、皮肉交じりに展覧会の名前として記事の中で取り上げられたことがきっかけとなり、「印象派」という新語が生まれた。
印象派の絵画の特徴としては、小さく薄い場合であっても目に見える筆のストローク、戸外制作、空間と時間による光の質の変化の正確な描写、描く対象の日常性、人間の知覚や体験に欠かせない要素としての動きの包摂、斬新な描画アングルなどがあげられる。
印象派は登場当初、この時代には王侯貴族に代わって芸術家たちのパトロン役になっていた国家（芸術アカデミー）に評価されず、印象派展も人気がなく絵も売れなかったが、次第に金融家、百貨店主、銀行家、医師、歌手などに市場が広がり、さらにはアメリカ合衆国市場に販路が開けたことで大衆に受け入れられていった。ビジュアルアートにおける印象派の発展によって、ほかの芸術分野でもこれを模倣する様式が生まれ、印象主義音楽や印象主義文学 として知られるようになった。

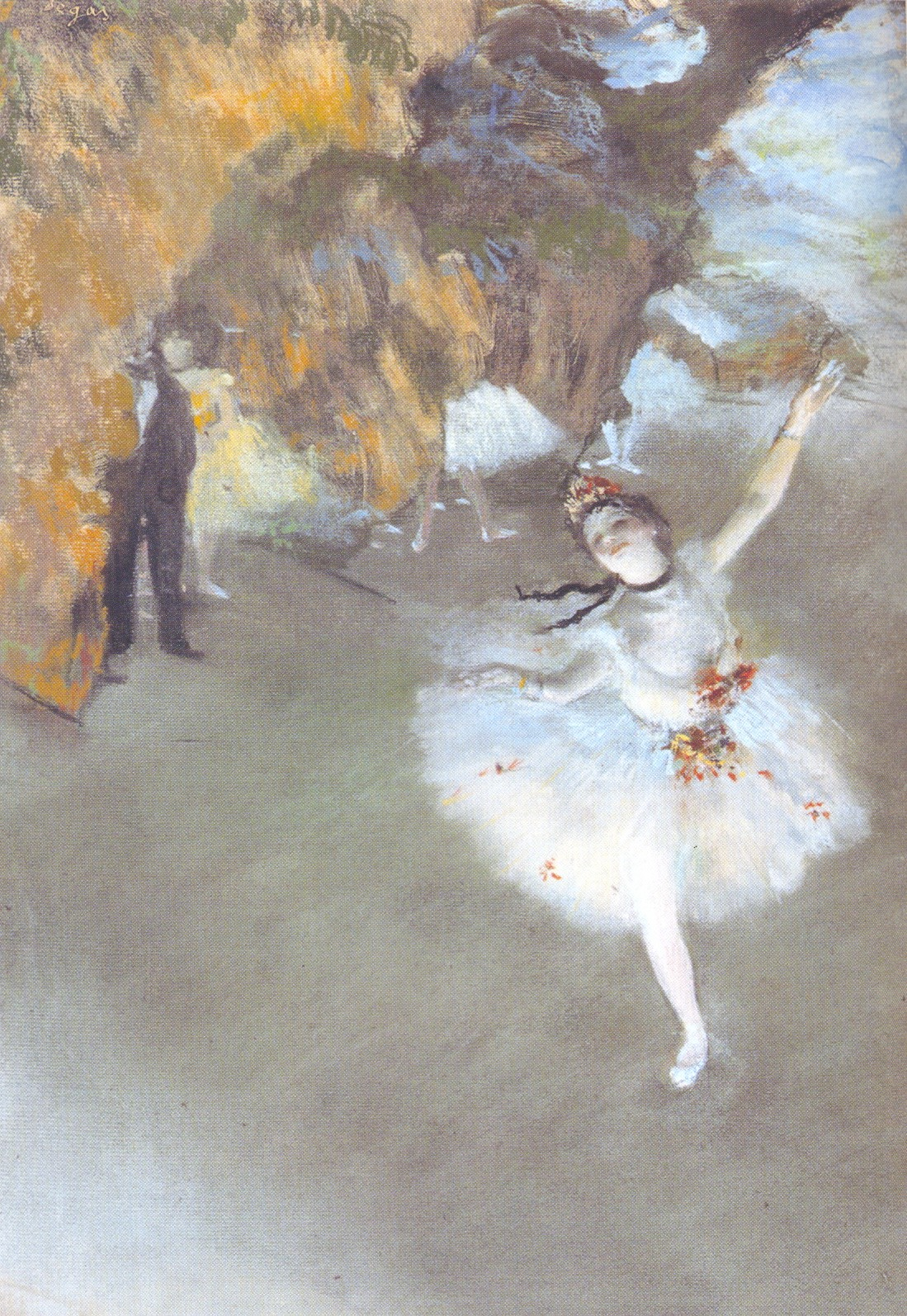
ドガ『舞台の踊り子』（1878年、オルセー美術館）

## 前史

ドラクロワ『民衆を導く自由の女神』（1831年、ルーブル・ランス）

フランスでは17世紀以来、新古典派の影響下にあるアカデミーが美術に関する行政・教育を支配し、その公募展（官展）であるサロンが画家の登竜門として確立していた。アカデミーでは、古代ローマの美術を手本にして歴史や神話、聖書を描いた「歴史画」が高く評価され、その他のジャンルの絵は低俗とされた。筆跡を残さず光沢のある画面に理想美を描く画法がアカデミーの規範となった。しかし19世紀になると、その規範に従わない若い画家たちが次々に現れ始めた。
- ロマン主義の画家たちは遠いはるかな過去の歴史ではなく、鋭い感受性をもって同時代の出来事に情熱的に感情移入した。テオドール・ジェリコーの『メデューズ号の筏』（1819年）は、この難破事件から受けた大きな衝撃をばねにして描かれた[4]。ウジェーヌ・ドラクロワの『民衆を導く自由の女神』は、1830年の7月革命をその直後に描き、絵の中では作者自身ともされるシルクハットの男性が銃を携えている[5]。どちらも、静かで伝統的な理想美を追求する新古典派にはない制作態度である。絵画技法としては、色彩の多様性やスピード感、正面性にとらわれない自由な視角が特徴である[6]。

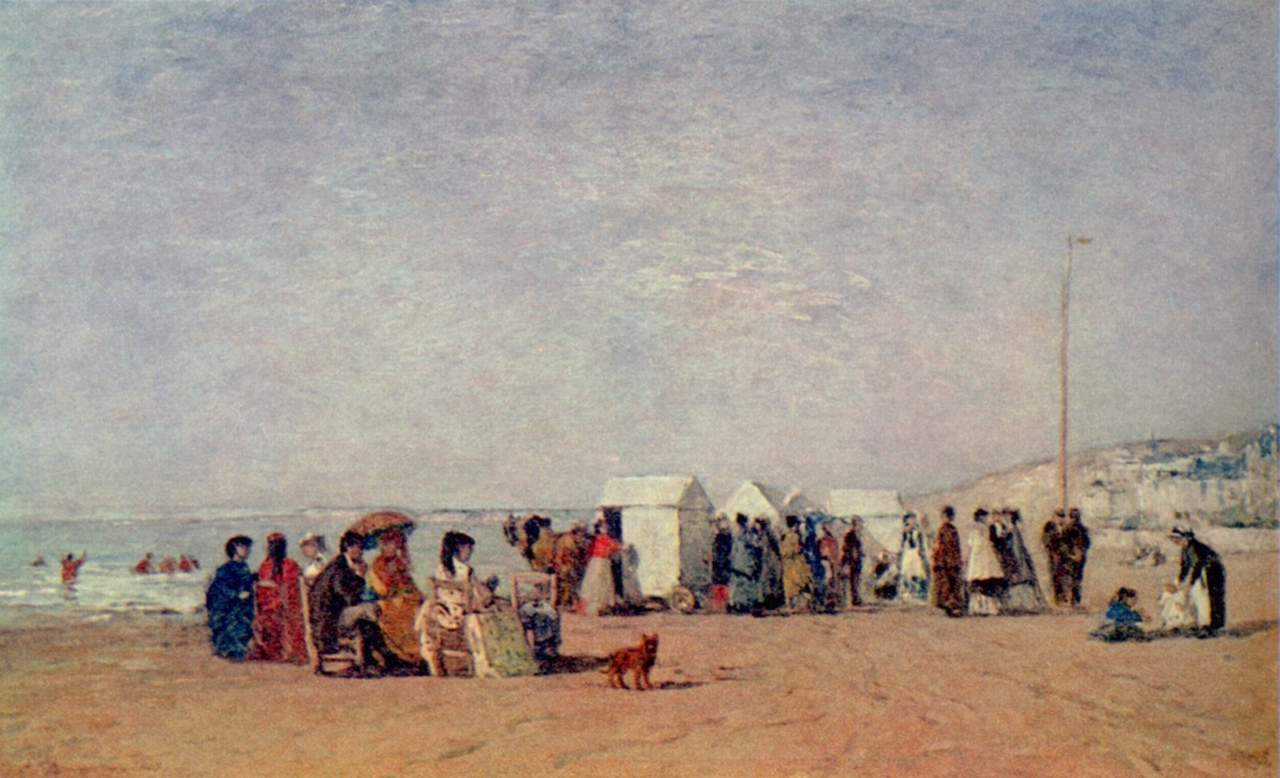
ウジェーヌ・ブーダン『トルヴィルの浜辺』（1868年、個人蔵）

- 写実主義[注釈 1]の画家たちも、やはり新古典派のような歴史画ではなく、同時代の社会のありのままの現実を描こうとした。ギュスターヴ・クールベの『石割人夫（英語版）』、ジャン・フランソワ・ミレーの『種まく人』や『晩鐘』『落穂拾い』、オノレ・ドーミエの『三等客車（英語版）』は、現実に生活している労働者や農民、自然の姿を忠実に描こうとした[7]。新古典派同様の暗い画面であるが、クールベはへらを使った力強いタッチ（筆触）で描いた[8]。

- バルビゾン派の画家たちは都会にはない自然の美しさに魅せられ、1820年ごろからフォンテーヌブローの森（フランス語版）で風景画に専念した。バルビゾン派という呼称は、彼らの多くが滞在した村の名前に由来する。代表的な画家に、カミーユ・コロー、テオドール・ルソーなどがいる。ミレーも晩年には彼らに合流した。彼らは戸外でスケッチをしてアトリエで完成させたが、のちの印象派の画家たちは戸外制作ですべてを仕上げた[9]。また1860年代には、バルビゾン派の流れを汲むコロー、シャルル＝フランソワ・ドービニー、ウジェーヌ・ブーダン、ヨハン・ヨンキントなどが風景のよいセーヌ河口オンフルールのサン・シメオン農場（フランス語版）に集まるようになり、印象派に直結する海辺や港の風景画を描いた[10]。

これらの画家たちが印象派の先駆けとなった。

## 概要

ピエール＝オーギュスト・ルノワール『ムーラン・ド・ラ・ギャレットの舞踏場』（1876年、オルセー美術館）

初期の印象派の画家たちはその当時の急進派であり、アカデミー絵画のルールを無視した。彼らはウジェーヌ・ドラクロワとJ.M.W.ターナーのような画家たちに影響され、線や輪郭を描くのでなく、絵筆で自由に絵の具をのせて絵を描いた。また当時の実生活の風景を描き、ときには戸外でも描いた。それまでは静物画や肖像画はもちろん、風景画でさえもアトリエで描かれていた（例外はカナレットであり、彼は屋外でカメラ・オブスクラを使って描いたらしい）。
印象派は戸外で制作することで、瞬間的な日の光だけでなく、それが変化していく様子もとらえられることを見つけた。さらに、細部ではなく全体的な視覚的効果を狙って、（従来のように滑らかさや陰影にこだわらず）混色と原色の絵の具による短い断続的なストロークを並べて、あざやかな色彩をそれが振動しているかのように変化させた。
印象派がフランスに現れた時代、イタリアのマッキアイオーリグループやアメリカ合衆国のウィンスロー・ホーマーなど、多くの画家たちが戸外制作を試み始めていた。しかし印象派は、そのスタイルに独特の技法を持ち込んだ。賛同者によれば観察の仕方が変わったのであり、そのスタイルは瞬間と動きとのアート、自然なポーズと構図のアート、色彩を明るく変化させて表現される光の効果のアートである。
批評家や権威者が新しいスタイルを認めなくても、最初は敵対的であった人々までもがだんだんに、印象派は新鮮でオリジナルなモノの見方をしていると思い始めた。細部の輪郭を見るのではなく対象自体を見る感覚を取り戻し、さまざまな技法と表現を創意工夫することで、印象派は新印象派、ポスト印象派、フォービズム、キュビズムの先駆けになった。

## 形成
19世紀中頃は、皇帝ナポレオン3世がパリを改造する一方で、戦争に突き進むなど変化の多い時代であったが、フランスの美術界は芸術アカデミーが支配していた。アカデミーは伝統的なフランス絵画のスタンダードを継承していた。 歴史的な題材や宗教的なテーマ、肖像画が価値あるものとされ、風景画や静物画は軽んじられた。アカデミーは、慎重に仕上げられていて間近で見てもリアルな絵画を好んだ。 このような絵画は、アーティストの手描き跡が見えないように、細心にブレンドされた正確なストロークで描かれていた。 色彩は抑えられ、金のワニスを施すことでさらにトーンダウンされた。 これに対して印象派が使った化学絵の具の色彩は、もっと明るく鮮やかであった。
アカデミーには、その審査員が作品を選ぶ展覧会であるサロン・ド・パリがあった。ここに作品が展示されたアーティストには賞が与えられ、注文が集まり、名声が高まった。審査員の選考基準はアカデミーの価値判断を表わすが、それはジャン＝レオン・ジェロームやアレクサンドル・カバネルの作品で代表されていた。

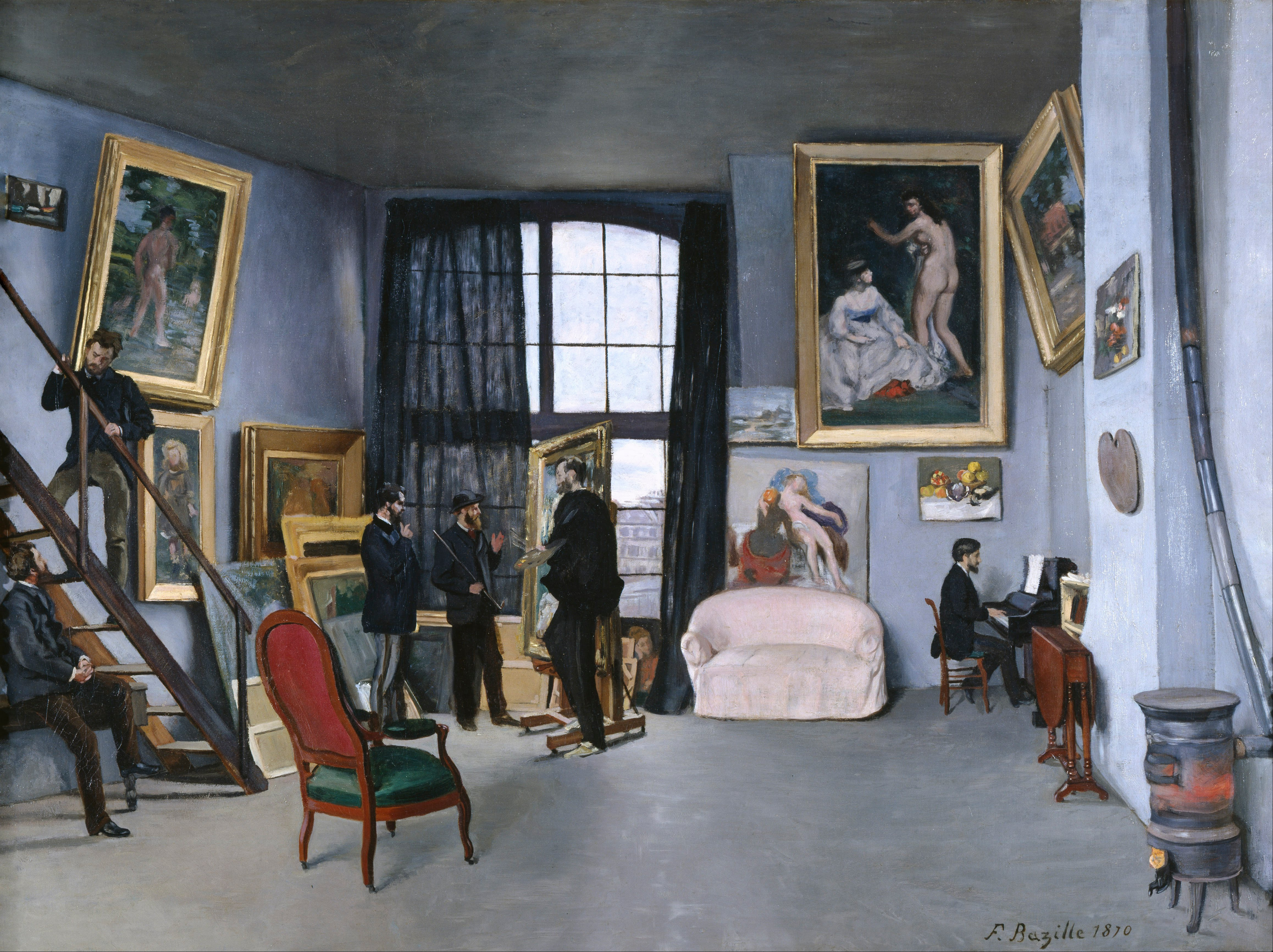
フレデリック・バジール『バジールのアトリエ、ラ・コンダミンヌ通り』（1870年、オルセー美術館）
左から右へ座っているのがルノワール、階段に立つエミール・ゾラ、マネとモネ（帽子着用）、中央の背の高い人物がバジール、ピアノに向かっているのは音楽家のエドモン・メートル

1860年代の初めに4人の画家、クロード・モネ、ピエール＝オーギュスト・ルノワール、アルフレッド・シスレー、フレデリック・バジールは、彼らが学んでいたアカデミー美術家のシャルル・グレールのもとで出会った。彼らは歴史的または神話的な情景よりも、風景やその当時の生活を描きたいという共通の興味があることを知った。この世紀の半ばには次第にポピュラーとなったことだが、彼らは田舎に出掛けて戸外で絵を描いた。しかし、一般に行われていたように、スケッチを描いておいて後でアトリエで注意深く作品を完成させるのが目的ではなかった。自然の陽光の中で、19世紀の初めから使えるようになった鮮明な化学合成の顔料を大胆に使うことで彼らは、ギュスターヴ・クールベの写実主義やバルビゾン派よりも軽く明るいやり方で絵を描き始めた。彼らはパリのクリシー通りのカフェ・ゲルボワにたむろした。そこでは若い画家たちの尊敬を集めていた先輩のエドゥアール・マネが議論をリードした。すぐにカミーユ・ピサロ、ポール・セザンヌ、アルマン・ギヨマンもこれに加わった。

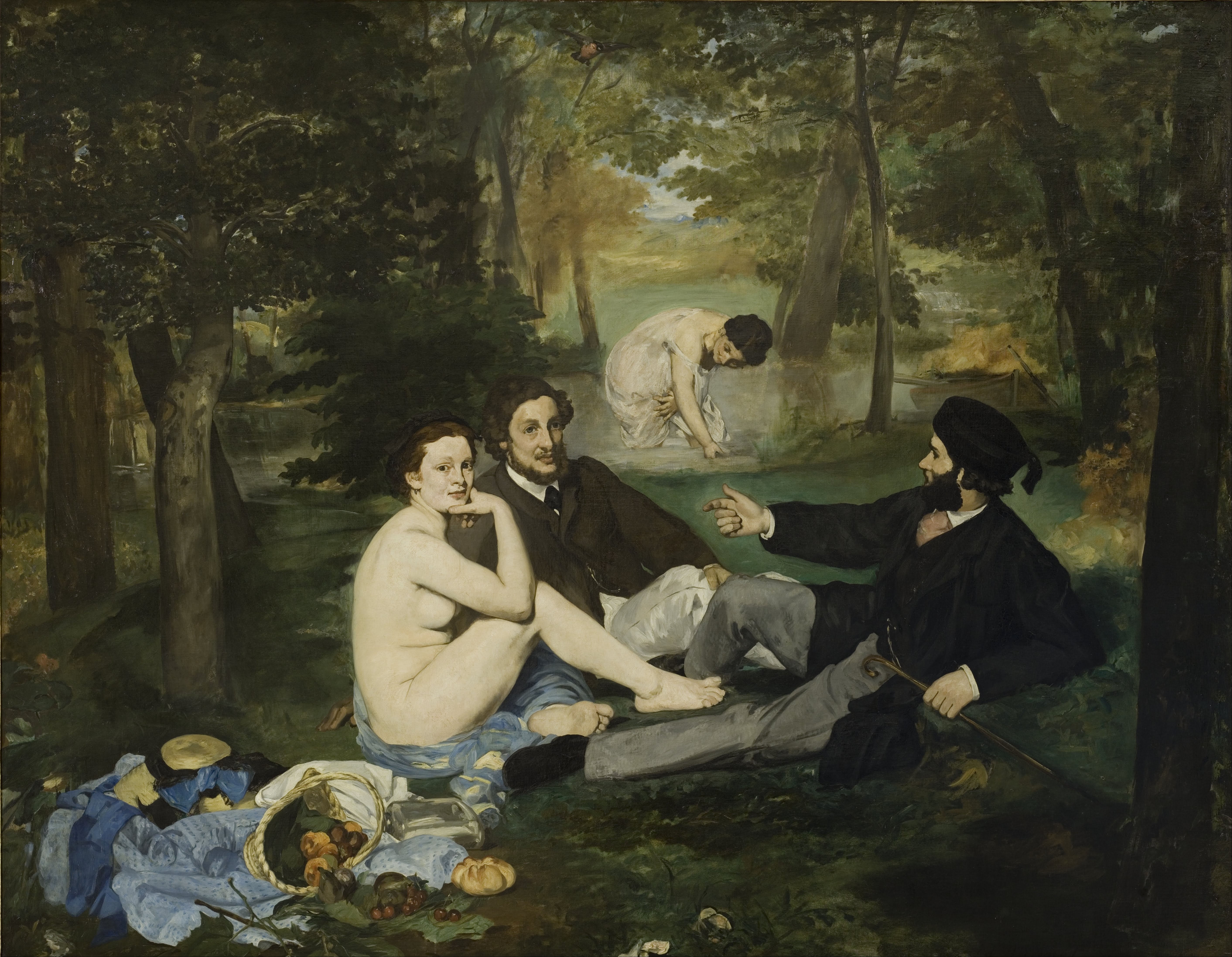
エドゥアール・マネ『草上の昼食』（1863年）

1860年代を通じて、サロンの審査会はモネとその友人の作品の約半分を落選とした。従来の様式を順守するアーティストには、この判定は好評であった。1863年にサロンの審査会は、マネの『草上の昼食』を落選とした。その主たる理由は、ピクニックで2人の着衣の男性とともにいる裸の女性を描いたことである。サロンは歴史的寓話的な絵画ではヌードを受け入れていたが、現代の設定でリアルなヌードを描いたことでマネを非難した。 審査会は厳しい言葉でマネの絵画を落選としたので、彼の支持者は唖然となった。この年の異常に多い数の落選作品は、フランスのアーティストを動揺させた。
1863年の落選作品を観たナポレオン3世は、人々が自分で作品を判断できるようにすると宣言し、落選展が組織された。 多くの見物客は冷やかし半分にやって来たが、それでも新しい傾向のアートの存在に対する関心が巻き起こり、落選展には通常のサロンよりも多くの見物客が訪れた。

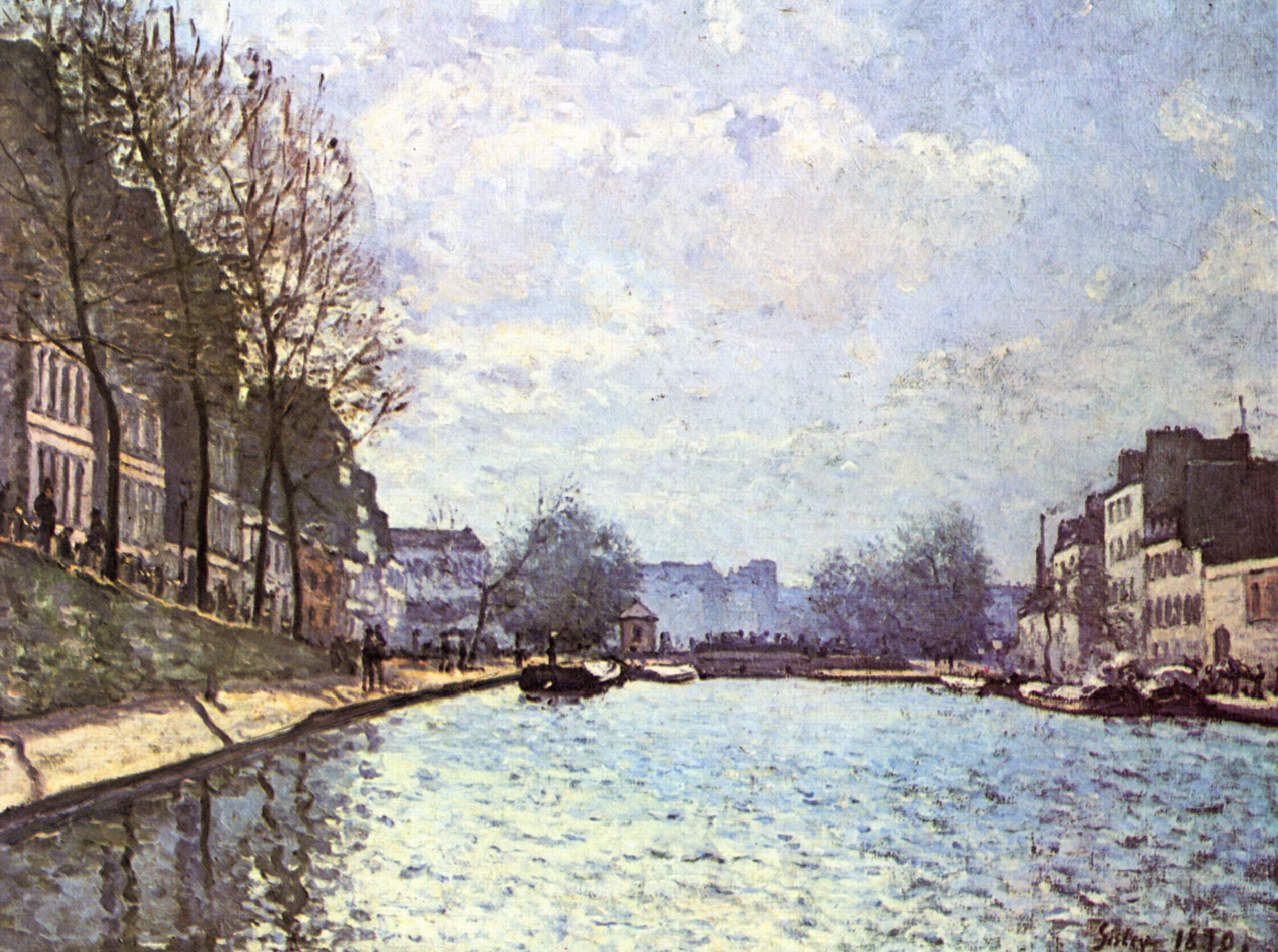
アルフレッド・シスレー『サン・マルタン運河の眺め』（1870年、オルセー美術館）

再度の落選展を求めるアーティストたちの請願は、1867年、そして1872年にも拒否された。 1873年の後半に、モネ、ルノワール、ピサロ、シスレー、セザンヌ、ベルト・モリゾ、 エドガー・ドガなどは「画家、彫刻家、版画家等の芸術家の共同出資会社」（Société anonyme des artistes peintres, sculpteurs et graveurs）を組織し、自分たちの作品の独自の展覧会を企画した。この会社のメンバーには、サロンへの出展を拒否することが期待された。会社はその最初の展覧会に、他の進歩的アーティストもたくさん招き入れた。その中には、年長のウジェーヌ・ブーダンもいた。数年前に彼の作品を見て、モネは戸外制作に踏み切ったのである。マネや、モネたちに影響を与えた画家であるヨハン・ヨンキントは、出展を見合わせた。合計30人の芸術家が、1874年4月に写真家ナダールのスタジオで開かれた最初の展覧会に出展した。展覧会は、後に第1回印象派展と呼ばれるようになる。当時この展覧会は社会に全く受け入れられず、批判的な反応がいろいろあった。なかでもモネとセザンヌは、いちばん激しい攻撃を受けた。評論家で喜劇作家のルイ・ルロワは風刺新聞「ル・シャリヴァリ」に酷評を書いた。その中ではモネの絵の『印象・日の出』というタイトルにかこつけて、この画家たちを「印象派」と呼んだので、このグループはこの名で知られるようになった。嘲笑の意味も含めて「印象派の展覧会」とタイトルをつけた記事で、ルロワはモネの絵画はせいぜいスケッチであり、完成した作品とは言えないと断じた。見物客どうしの会話のかたちを借りて、ルロワはこう書いている。

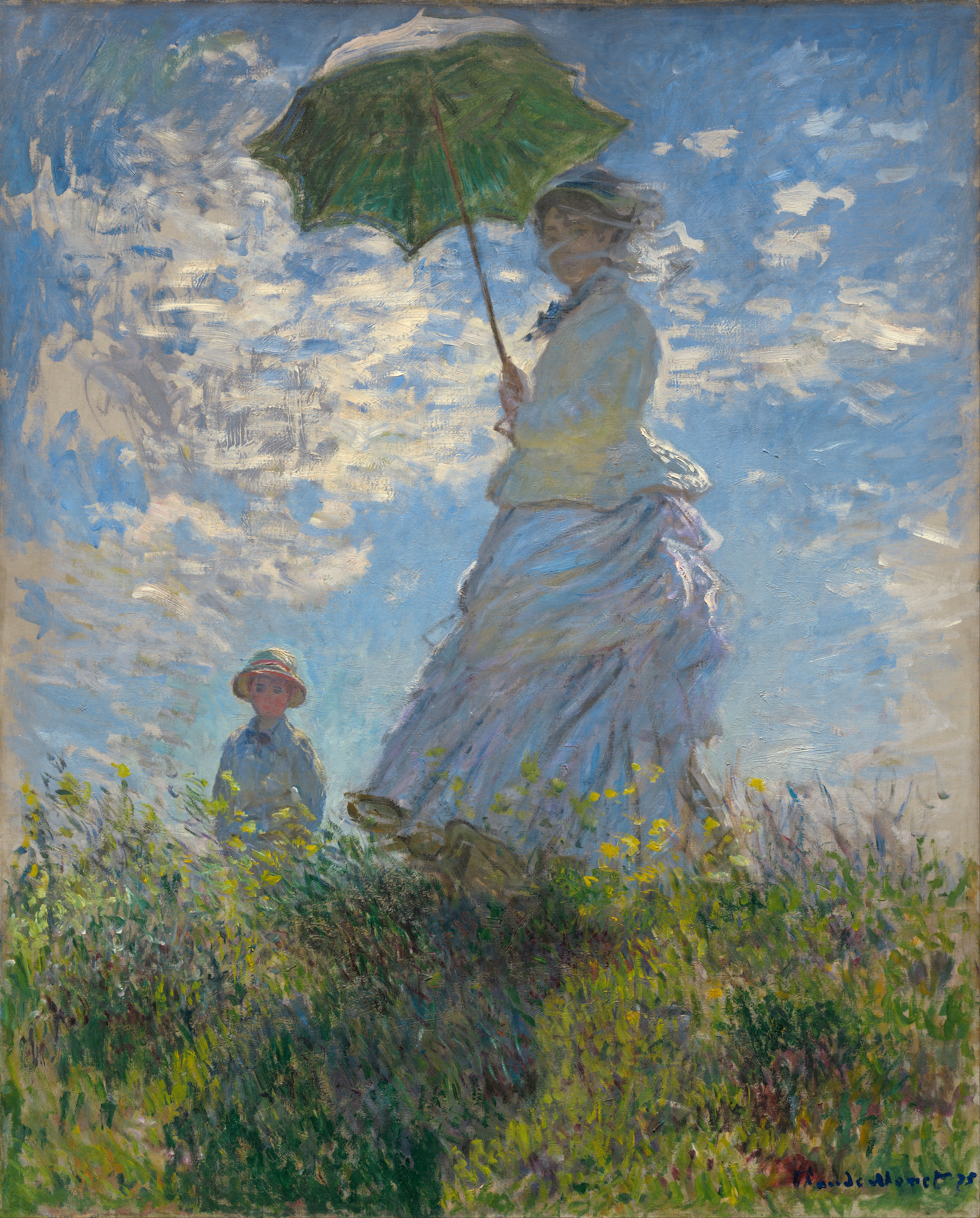
クロード・モネ, 『散歩、日傘をさす女性』（1875年、ナショナル・ギャラリー (ワシントン)）

ところが、「印象派」という言葉は人々からは好感をもって迎えられ、アーティストたち自身もこの言葉を受け入れた。スタイルや気性は異なるアーティスト同士も、独立と反抗の精神でまず合流したのである。彼らのメンバーはときどき入れ替わったが、1874年から1886年まで一緒に全8回の展覧会を開いた。自由で気ままな筆使いの印象派のスタイルは、モダンライフの同義語になった。
モネとシスレー、モリゾ、ピサロは、一貫して自由気まま、日光、色彩のアートを追求し、「最も純粋な」印象派と評価された。ドガは、色彩よりも描画が優先と信じ、戸外での制作活動にはそれほど価値を見出さなかったので、これらにかなり否定的であった。セザンヌは初期の印象派展には出展したが、1877年の第3回を最後に印象派から離れ、画風も印象派とは異なる独自のものへと変化していった。ルノワールは1880年代に一時的に印象派から離れ、その後は印象派の考え方に完全に賛同することはなかった。エドゥアール・マネは印象派内部では指導者と期待されており、他のメンバーから印象派展への出展を要請されていたが、色として黒を自由に使うということは止めず、印象派展に出展することは一度もなかった。彼はサロンに出品し続け、『スペインの歌手』は1861年には第2位のメダルを獲得した。他の画家たちには「（世間の評価がそこで決まる）サロンこそが真の戦場だ」と説いた。

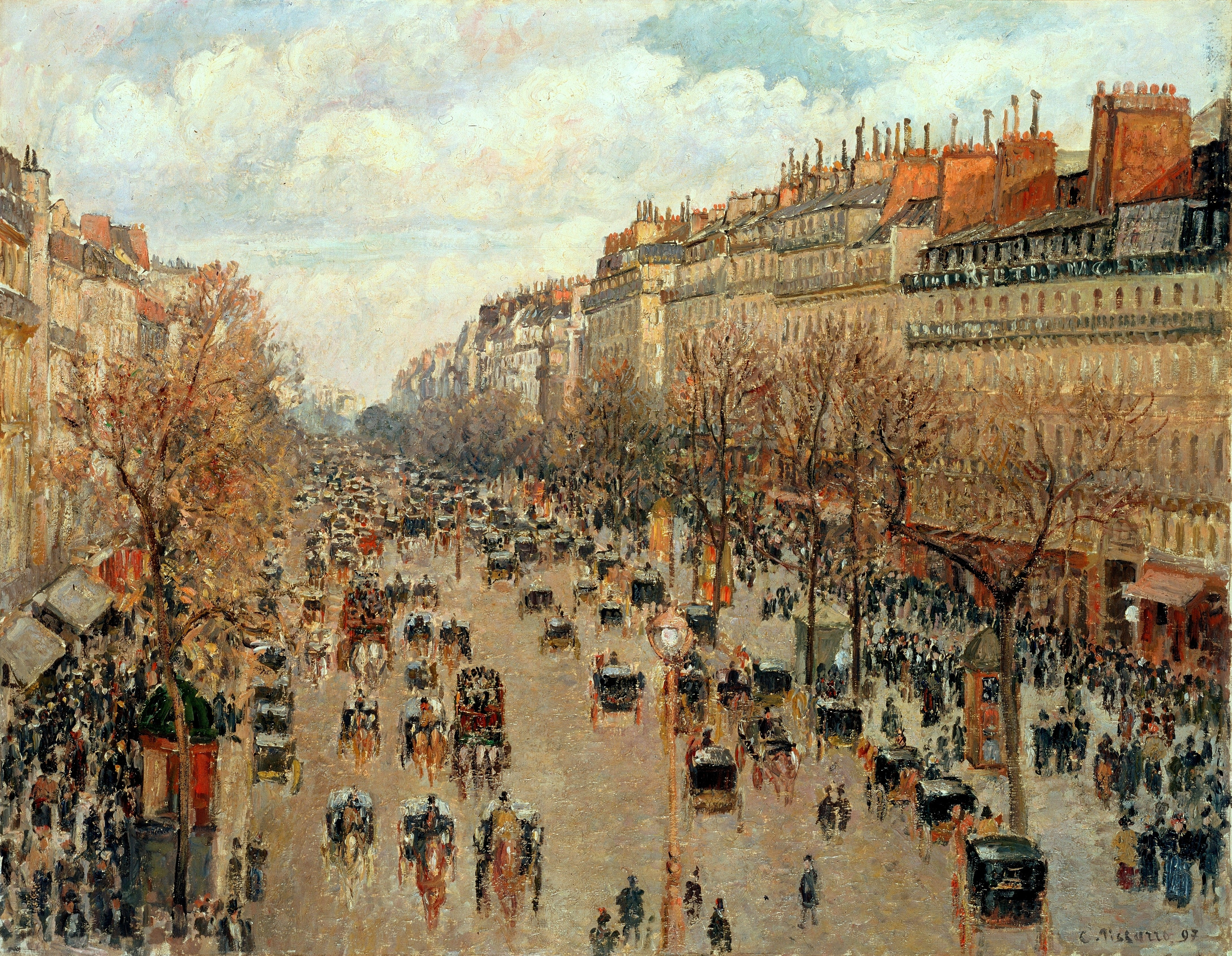
カミーユ・ピサロ『モンマルトル通り』（1897年、エルミタージュ美術館）

第4回印象派展が開かれた1879年頃から、グループの中心である画家の中で、（1870年に普仏戦争で亡くなったバジールを除いて）セザンヌ、さらにはルノワール、シスレー、モネのように、サロンに出展するために、グループ展に出展するのをやめる動きが出てきた。グループ内部にも意見の不一致が生じた。例えばアルマン・ギヨマンの会員資格について、ピサロとセザンヌはこれを擁護したが、モネとドガは彼には資格がないと反対した。ドガは1879年の展覧会にメアリー・カサットを招待したが、 同時に、初期の印象派展に出展していたリュドヴィック＝ナポレオン・ルピックや、主にサロンに出展していたジャン＝フランソワ・ラファエリなど、印象派とは画風がやや異なる写実主義者も加えたいと主張した。これに対してモネは1880年、印象派を「絵の良し悪しは抜きにして先着順でドアを開けている」と非難した。グループは1886年に新印象派のジョルジュ・スーラとポール・シニャックを招待する件で分裂した。この回には象徴派のオディロン・ルドンなど、印象派の活動とは無縁な画家も出展した。結果的に印象派展はこの回が最後となった。全部で8回の印象派展に欠かさず出展したのはピサロだけである。
個々のアーティストが印象派展で金銭的に報いられることはほとんどなかったが、作品は次第に人々に受容され支持されるようになった。これについては、作品を人々の眼に触れさせ、ロンドンやニューヨークで展覧会を開くなどした仲買人のポール・デュラン＝リュエルが大きく貢献した。1899年にシスレーは貧困のうちに亡くなったが、ルノワールは1879年にサロンで大成功を収めた。モネは1880年代、ピサロは1890年代初期には、経済的に安定した生活を送れるようになった。この時までには印象派の絵画技法は、だいぶ薄められた形ではあったが、サロンでも当たり前になったのである。

## 技法

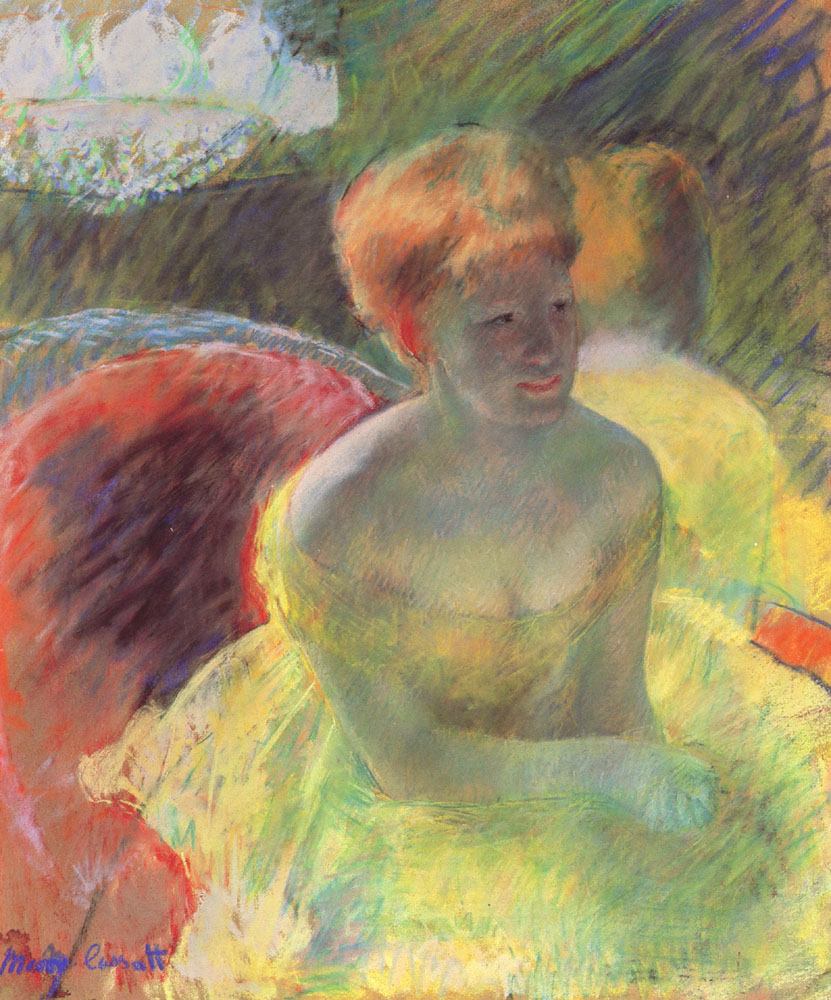
メアリー・カサット『桟敷席にて座って肘をつくリディア』（1879年）

印象派絵画の大きな特徴は、光の動き、変化の質感をいかに絵画で表現するかに重きを置いていることである。時にはある瞬間の変化を強調して表現することもあった。それまでの絵画と比べて絵全体が明るく、色彩に富んでいる。また当時主流だった写実主義などの細かいタッチと異なり、荒々しい筆致が多く、絵画中に明確な線が見られないことも大きな特徴である。また、それまでの画家たちが主にアトリエの中で絵を描いていたのとは対照的に、好んで屋外に出かけて絵を描いた。
印象派への道を準備したフランスの画家には、ロマン主義の色彩主義者ウジェーヌ・ドラクロワ、写実主義の指導者ギュスターヴ・クールベ、バルビゾン派のテオドール・ルソーがいる。 さらに印象派は、印象派と似たスタイルで自然を学び、年若の画家に先輩として助言したジャン＝バティスト・カミーユ・コローやウジェーヌ・ブーダンの作品からも多くを学んでいる。
数多くの技法や制作スタイルが、印象派の革新的スタイルに貢献した。これらの技法はそれ以前の画家たちも用いており、フランス・ハルス、ディエゴ・ベラスケス、ピーテル・パウル・ルーベンス、ジョン・コンスタブル、J.M.W ターナーの作品でははっきり見て取れるが、これを全部まとめ一貫して使ったのは印象派が最初である。その技法は以下のとおりである。
- 短くて厚いストロークで主題の細部ではなくエッセンスを素早く捉える。絵にはインパスト（英語版）が使われた。
- 色彩はできるだけ混色を避けて並べていく。同時対比の原理により見る人に色をより生き生きと見せる
- 灰色や暗い色は補色を混ぜて作る。純粋印象派は黒を塗ることを避ける。
- 前に塗った色が乾かないうちに次の色を塗るウェットオンウェット（英語版）でエッジをソフトにして色を混ぜる。
- 印象派の絵は、それまでの画家が注意深く使っていた透明な薄いフィルム（グレーズ）を使わない。印象派の絵には基本的に光沢がない。
- 以前の画家はは暗い灰色や濃い色の下地をよく用いたが、印象派は白または明るい色の下地に描く。
- 自然光の役割を強調する。対象から対象への色彩の反映に注意を払う。画家はしばしばEffets de soir（夕暮の光と影の効果）を追求するため夕方に制作をした。
- 戸外制作した絵では、空の青が表面に反映しているかのように陰影をくっきりと描き、新鮮な感覚を与えている。

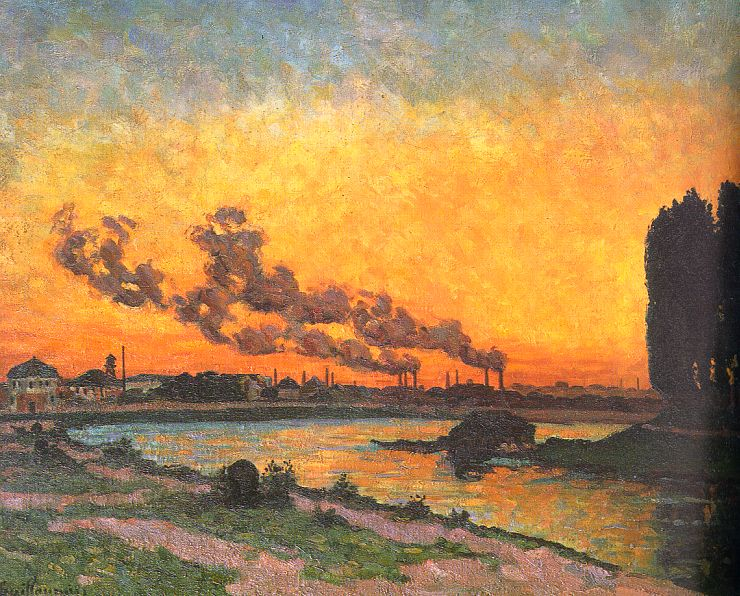
アルマン・ギヨマン『イブリーの落陽』（1873年、オルセー美術館）

このスタイルの開発には新しい技術が役立っている。印象派は、19世紀半ばの細いチューブ入りの絵の具の出現を活用している。これにより画家は、戸外でも室内でものびのびと制作できるようになった。それ以前は画家それぞれが、顔料の粉を作って亜麻仁油に混ぜて絵の具をつくり、動物の膀胱に保存していた。
19世紀になってたくさんの鮮やかな化学合成顔料が販売されるようになった。これにはコバルトブルー、ヴィリジアン、カドミウムイエロー、ウルトラマリンブルーなどがあり、印象派以前の1840年代に既に使われていた。印象派の絵画では、さらに1860年代に新しく販売されるようになったセルリアンブルーとともに、これらの顔料をどんどん使用した。
印象派の絵画スタイルは、段々に明るくなっていった。1860年代には、モネとルノアールはまだ昔ながらの赤茶色またはグレイの下地のキャンバスに描くこともあった。1870年代にはモネとルノアール、ピサロは、通常は明るいグレイまたはベージュ色の下地に描くことを選び、下地は完成した絵ではミドルトーンのはたらきをした。1880年代までには何人かの印象派画家は、白または灰白色の下地を好むようになり、下地の色が完成作品において大きな役割を占めることはなくなった。

## 題材と構図

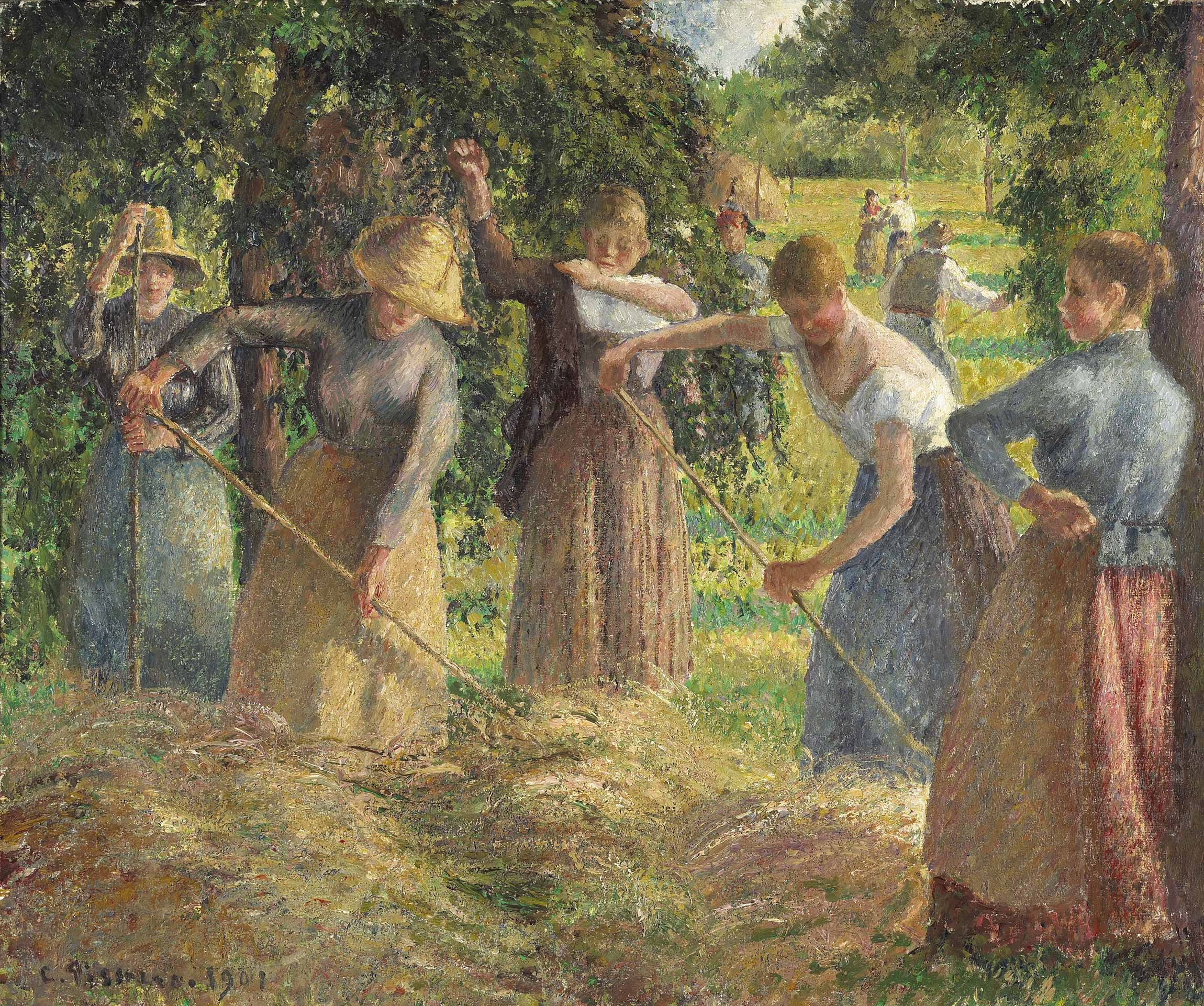
カミーユ・ピサロ『エラニーでの干し草の刈り入れ』（Fenaison à Éragny、1901年、カナダ国立美術館）

ヤン・ステーンのような17世紀のオランダの画家に顕著であるが、印象派以前の画家たちも日常生活的な題材に力を入れていた。しかし、彼らの構図は旧来のもので、メインの題材（主題）に鑑賞者の注意が集まるように構図をアレンジした。印象派は主題と背景の境目を緩やかにしたので、しばしば印象派の絵には、大きな現実の一部を偶然に切りとったかのようなスナップショットに似た効果がある。写真が広がり始め、カメラが携帯可能になった。写真は気取りのない率直な態度で、ありのままの現実をとらえるようになった。写真に影響されて、印象派の画家たちは風景の光の中だけでなく、人々の日常生活の瞬間の動きを表現するようになった。

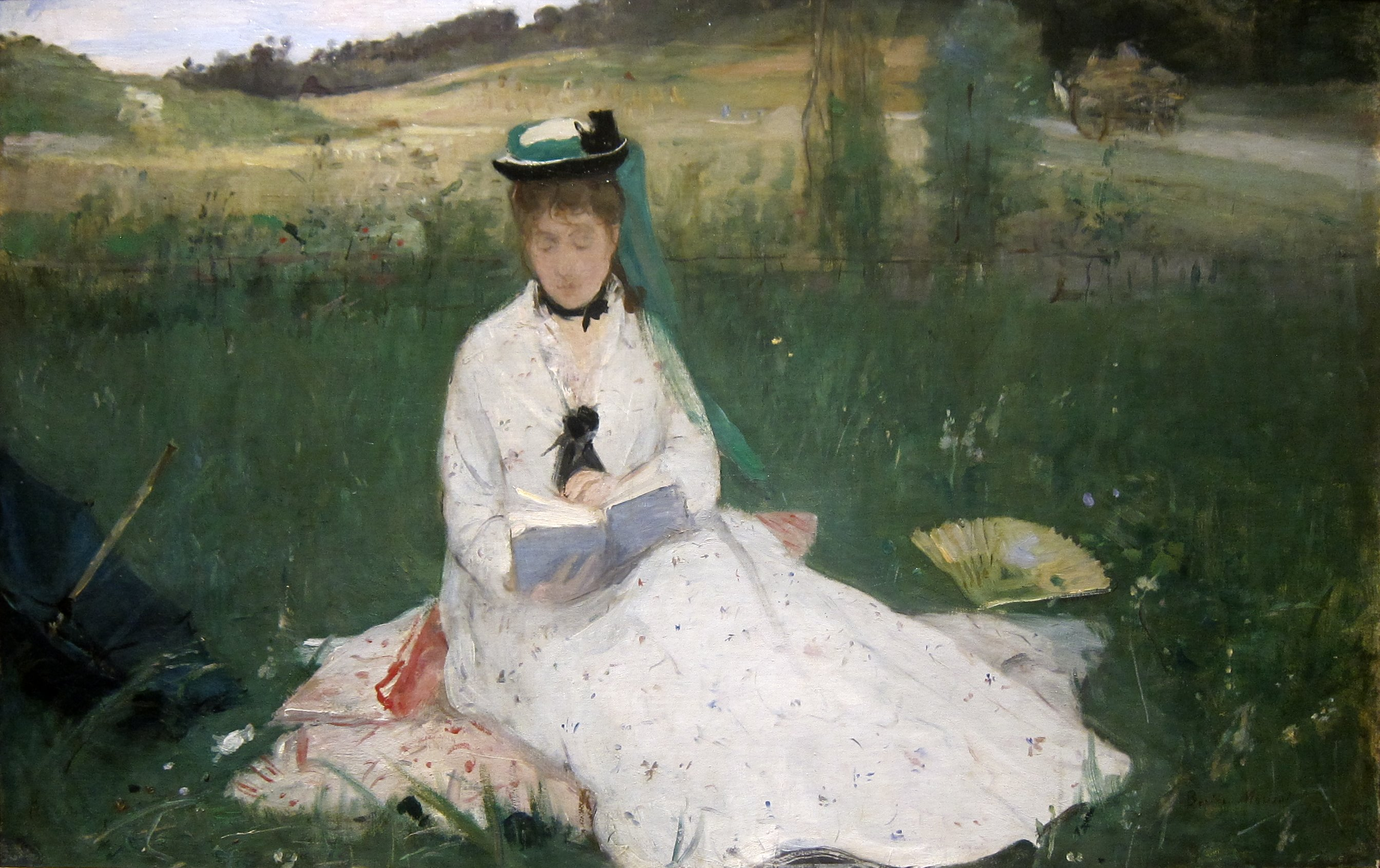
ベルト・モリゾ『読書』（1873年、クリーブランド美術館）

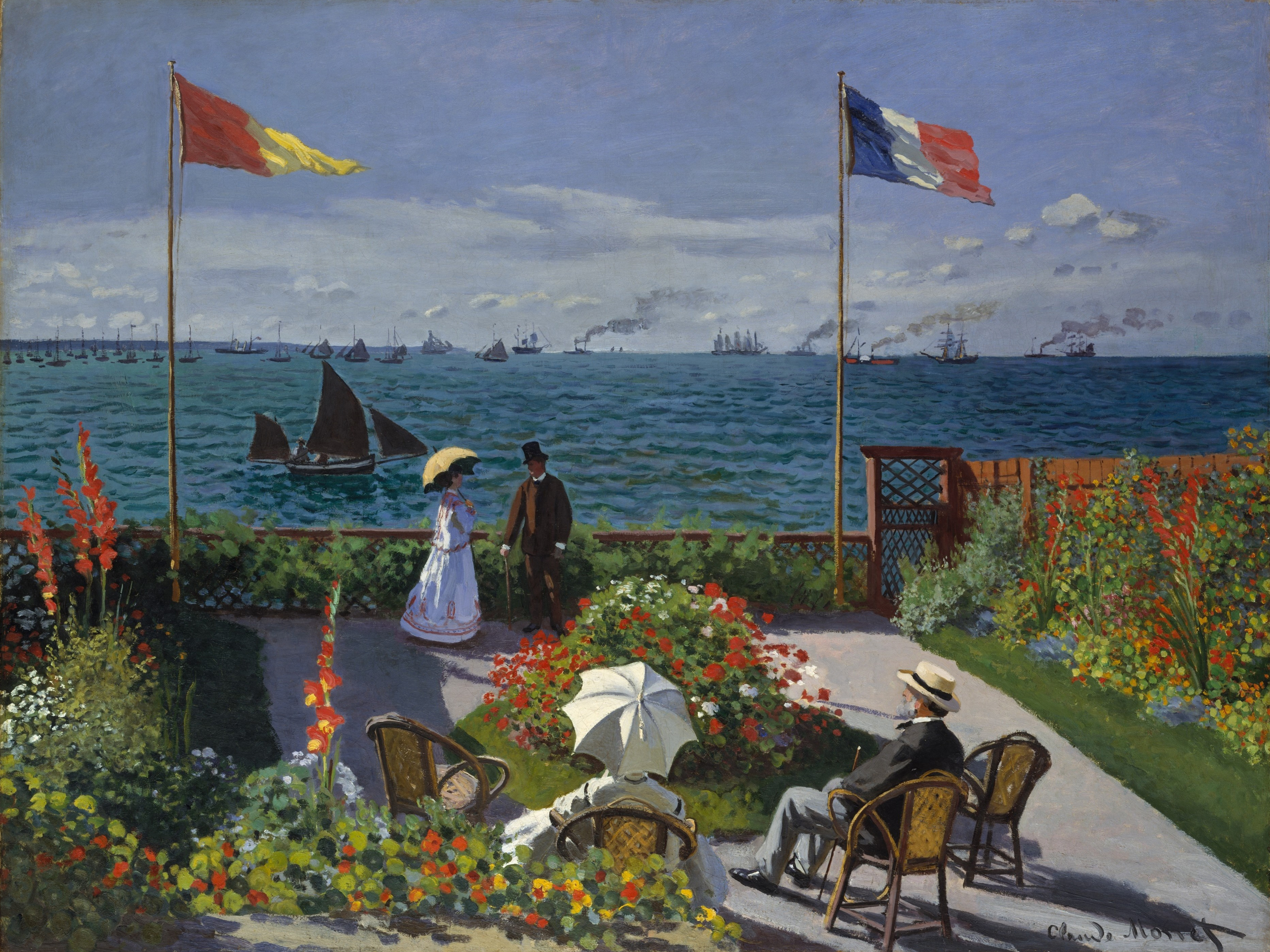
クロード・モネ『サン・タドレスのテラス』（1867年、メトロポリタン美術館）
日本の浮世絵の影響が見られる作品。

写真は現実を写し取るための画家のスキルの価値を低下させた。印象派の発展は、写真が突きつけた難題に対する画家たちのリアクションとも考えられる。「本物そっくりのイメージを効率的かつ忠実に生み出す」という点では、肖像画と風景画は不十分だし真実性にも欠けると思われた。
それにもかかわらず、写真のおかげで画家たちは他の芸術的表現手段を追求し始めた。現実を模写することを写真と張り合うのでなく、画家たちは「画像を構想した主観性そのもの、写真に模写した主観性そのものをアートの様式に取り込むよって、彼らが写真よりうまくできる一つのこと」にフォーカスしたのである。印象派は、正確な再現を生み出すのではなく、彼らにそう見える自然を表現することを追求した。これにより画家は「自分の嗜好と良心とに課される暗黙の責務」を担って、彼らの目に移るものを主観的に描くことが可能になった。
画家たちは写真にはない絵の具の特性、例えば色彩をフルに活用した。「写真に対して、主観というオルタナティブを自覚的に提出したのは、印象派が最初であった。」
もう一つ大きな影響を与えたのは、もともとは輸入品の包み紙としてフランスに入ってきた日本の浮世絵（ジャポニズム）である。浮世絵の技法は、印象派の「スナップショット」アングルと斬新な構図に大きく貢献した。モネの『サン・タドレスのテラス』（Terrasse à Sainte-Adresse、1867年）はその例であって、大胆な色の塊りと強い斜線のある構図は浮世絵の影響である。美術史家新関公子は、印象派とジャポニズムの関係について「印象派はゲーテの色彩論（1810年）に端を発する19世紀の色彩学理論を基礎に、自然を自己の感覚に写るままに表現しようとする芸術運動であって、浮世絵が印象派を生んだわけではない。彼らにとって、浮世絵をいかに深く読み取って自分たちの芸術の方法に組み入れるかは、反アカデミズム戦略の一つだった。ジャポニズムは印象派にとって「浮世絵的方法礼讃」なのである」と記している。
エドガー・ドガは熱心な写真家かつ浮世絵の収集家であった。彼の『ダンス教室』（1874年）は、その非対称な構図に写真と浮世絵の両方からの影響が見られる。ダンサーたちは無防備で不恰好な姿勢であり、右下の4分の1は何もない床の空間である。彼はまた『14歳の小さな踊り子』のように、ダンサーの彫刻も残している。

## 各展覧会の概要
各回の展覧会の参加者などは次のとおりである。
| 回数                                                                           | 会期                    | 会場                                       | 参加者 |
| ------------------------------------------------------------------------------ | ----------------------- | ------------------------------------------ | --- |
| 第1回展（画家、彫刻家、版画家などの美術家による共同出資会社第1回展）           | 1874年4月15日 - 5月15日 | キャプシーヌ大通り、ナダール写真館         | ザカリー・アストリュク、アントワーヌ・フェルディナン・アタンデュ、エドゥアール・ベリアール、ブーダン、フェリックス・ブラックモン、エドゥアール・ブランドン、ピエール・イジドール・ビュロー、アドルフ＝フェリックス・カルス、セザンヌ、ギュスターヴ＝アンリ・コラン、ルイ・ドブラ、ドガ、アルマン・ギヨマン、ルイ・ラトゥーシュ、リュドヴィック＝ナポレオン・ルピック、スタニスラス・レピーヌ、レオポルド・ルヴェール、アルフレッド・メイエル、オーギュスト・ド・モラン、モネ、ベルト・モリゾ、エミリアン・ミュロ・デュリヴァージュ、ジュゼッペ・デ・ニッティス、オーギュスト・オッタン、L・A・オッタン、ピサロ、ルノワール、レオン＝ポール＝ジョゼフ・ロベール、アンリ・ルアール、シスレー（30名） |
| 第2回展                                                                        | 1876年4月11日 - 5月9日  | ル・ペルティエ通り、デュラン＝リュエル画廊 | バジール（故人）、ベリアール、ブノー、カルス、カイユボット、ドガ、マルスラン・デブータン、フランソワ、ルグロ、ルヴェール、ルピック、J・B・ミレー（ジャン＝フランソワ・ミレーの息子）、モネ、ベルト・モリゾ、L・A・オッタン、ピサロ、ルノワール、ルアール、シスレー、シャルル・ティヨ（20名） |
| 第3回展                                                                        | 1877年4月4日 - 30日     | ル・ペルティエ通り                         | カイユボット、カルス、セザンヌ、フレデリック・コルデー、ドガ、ギヨマン、ジャック・フランソワ（ある女性画家の偽名）、フラン＝ラミ、ルヴェール、モロー、モネ、ベルト・モリゾ、ルドヴィック・ピエト、ピサロ、ルノワール、ルアール、シスレー、ティヨ（18名） |
| 第4回展（アンデパンダン、レアリスト、印象派の美術家たちグループによる第4回展） | 1879年4月10日 - 5月11日 | オペラ座通り                               | ゴーギャン、フェリックス・ブラックモン、マリー・ブラックモン、カイユボット、カルス、メアリー・カサット、フォラン、ルプール、モネ、ピエト、ピサロ、ルアール、アンリ・ソム、ティヨ、ザンドメーネギ（16名） |
| 第5回展（アンデパンダンの美術家たちグループによる第5回展）                     | 1880年4月10日 - 30日    | ピラミッド通り                             | フェリックス・ブラックモン、カイユボット、ドガ、フォラン、ゴーギャン、ギヨマン、ルブール、ルヴェール、ピサロ、ラファエリ、ルアール、ティヨ、ウジェーヌ・ヴィダル、ヴィニョン、ザンドメーネギ、マリー・ブラックモン、メアリー・カサット、ベルト・モリゾ（18名） |
| 第6回展                                                                        | 1881年4月2日 - 5月1日   | キャプシーヌ大通り、ナダール写真館別館     | メアリー・カサット、ドガ、フォラン、ゴーギャン、ギヨマン、ベルト・モリゾ、ピサロ、ラファエリ、ルアール、ティヨ、ウジェーヌ・ヴィダル、ヴィニョン、ザンドメーネギ（13名） |
| 第7回展                                                                        | 1882年3月1日 - ?        | サン・トノレ通り                           | カイユボット、ゴーギャン、ギヨマン、モネ、ベルト・モリゾ、ピサロ、シスレー、ルノワール、ヴィニョン（9名） |
| 第8回展                                                                        | 1886年5月15日 - 6月15日 | ラフィット通り                             | マリー・ブラックモン、メアリー・カサット、ドガ、フォラン、ゴーギャン、ギヨマン、ベルト・モリゾ、ピサロ、リュシアン・ピサロ（カミーユ・ピサロの息子）、ルドン、ルアール、シェフネッケル、スーラ、シニャック、ティヨ、ヴィニョン、ザンドメーネギ（17名） |

## 画家の一覧
以下の表は主な印象派の画家の一覧である。印象派展出品回の項目が空白になっているのは、その画家が一度も印象派展に出品しなかったことを示す。文献によって印象派の画家の分類が異なっているため、印象派と時期が前後している写実主義、バルビゾン派、ポスト印象派、新印象派の項目も参照されたい。また、印象派の名称は人口に膾炙しているため、現代でもギィ・デサップなど印象派の名を冠される画家が存在する。
| 画家                               | 生年   | 没年   | 印象派展 出品回 | 備考                                                                                   |
| ---------------------------------- | ------ | ------ | --------------- | -------------------------------------------------------------------------------------- |
| カミーユ・ピサロ                   | 1830年 | 1903年 | 1 - 8（全回）   | 印象主義から離れ点描技法を用いていた時期があるため、新印象派の画家とされることもある。 |
| エドガー・ドガ                     | 1834年 | 1917年 | 1 - 6、8        | 他の印象派の画家とは異なり、古典的手法を重視していた。                                 |
| アルフレッド・シスレー             | 1839年 | 1899年 | 1 - 3、7        |                                                                                        |
| ポール・セザンヌ                   | 1839年 | 1906年 | 1、3            | ポスト印象派の画家とされることも多い。                                                 |
| クロード・モネ                     | 1840年 | 1926年 | 1 - 4、7        |                                                                                        |
| ベルト・モリゾ                     | 1841年 | 1895年 | 1 - 3、5 - 8    |                                                                                        |
| ピエール＝オーギュスト・ルノワール | 1841年 | 1919年 | 1 - 3、7        | 稀にポスト印象派の画家とされることがある。                                             |
| アルマン・ギヨマン                 | 1841年 | 1927年 | 1、3、5 - 8     |                                                                                        |
| メアリー・カサット                 | 1844年 | 1926年 | 4 - 6、8        |                                                                                        |
| ギュスターヴ・カイユボット         | 1848年 | 1894年 | 2 - 5、7        |                                                                                        |
| エヴァ・ゴンザレス                 | 1849年 | 1883年 |                 |                                                                                        |